# Emissie-Bank (Nederland)
De Emissie-Bank was een Nederlandse bank.
De Emissie-Bank werd op 26 april 1898 opgericht met een geplaatst kapitaal van ƒ 20.000 en in 1904 failliet verklaard. Zij speelde een belangrijke rol in de zaken van de directeur Willem Petrus Noëls van Wageningen.